# Határhaszon-elmélet
A határhaszon-elmélet avagy szubjektív értékelmélet a neoklasszikus közgazdaságtan alapvetése. Az elmélet szerint a végső fogyasztásra kerülő termékek egyensúlyi árait a fogyasztók egyéni hasznossági értékítélete magyarázza. 

## Általános jellemzése
1. A polgári klasszikus közgazdákkal szemben – akiknek figyelme a gazdaság hosszú távú jelenségeinek, hosszú távú folyamatainak vizsgálatára irányult – a szubjektív közgazdaságtan a rövid időszakú jelenségekre koncentrált.
2. A szubjektív közgazdaságtan képviselői a fogyasztás, a szükségletek oldaláról igyekeztek a gazdasági összefüggéseket megközelíteni, míg a klasszikusok a termelésből indultak ki és eljutottak a munkaérték-elméletig, ami egy objektív értékelmélet.
3. A szubjektív közgazdaságtan bármely konkrét árjelenségre kereste a magyarázatot, s ezt a fogyasztói magatartásban vélte megtalálni, s ezért náluk az ár mindig egybeesik a szubjektíven értelmezett értékkel, vagyis a szubjektív értékelmélet egyben árelmélet.
4. A szubjektív közgazdaságtan érték fogalmához elengedhetetlen azon javak szűkössége, amelyek közvetlenül vagy közvetve élvezetet okoznak a fogyasztónak, illetve elhárítják a szenvedést.
5. Mivel a szubjektív érték nem figyelhető meg közvetlenül, csupán a cseréken és az árakon keresztül következtethetünk vissza a feltételezett szubjektív értékek egymás közötti viszonyára, ezért a fogyasztáselméletben a dolgok szubjektív értéke helyett a relatív hasznosságukon alapuló árelméletet használnak. (Lásd még: víz-gyémánt paradoxon.)

## Az érték szubjektív értelmezése
Az érték szubjektív értelmezéséhez a kiinduló pont az eszközökkel való optimális gazdálkodás követelménye, melynek az előnyök kiegyenlítődése elve (Kenneth Boulding) szerint lehet megfelelni. Eszerint valamely eszköznek vagy erőforrásnak az emberi tevékenység valamely területén való folyamatos felhasználása során az eszköz, az erőforrás alkalmazásának eredménye csökken. Ezért ha más felhasználási területen nagyobb előny érhető el, akkor az erőforrások egy részét a kevésbé előnyös területről átcsoportosítják az előnyösebbre. S végül bekövetkezik egy pont, amelynél a nyert előny éppen egyensúlyba kerül a feláldozott előnnyel. Azaz az erőforrás utolsó egységének felhasználása bármely területen azonos előnyt jelent.

### A csökkenő határhaszon elve
A szubjektív közgazdaságtan híveinél a fogyasztó célja szükségleteinek maximális kielégítése. A szükségletek a folyamatos kielégítés során – ahogy ezt Alfred Marshall megállapította – általában előbb-utóbb telítődnek, melynek során a kielégülés csökkenő élvezeti intenzitást eredményez. Ezt a jelenséget írja le Gossen I. törvénye, a csökkenő élvezet elve. A szubjektív közgazdák ezt használták fel az erőforrások folyamatos felhasználása során csökkenő eredményesség magyarázatára is.
Kivételek a szenvedélyjószágok, melyek esetében nem csökken a határhaszon.
A csökkenő élvezet elvén nyugszik Mengernél, Jevonsnál, Walrasnál egyaránt az értékelmélet. Eszerint a fogyasztó egy jószágkészlet bármely egységét annyira értékeli, amekkora intenzitású élvezetet annak elfogyasztása számára okoz. Mivel a feltételezés szerint a jószágkészlet minden egysége homogén, egymást tökéletesen helyettesíti, ezért a fogyasztó egyformán értékeli valamennyit, mégpedig olyan jelentőséget tulajdonít bármelyiknek, mint a készlet utolsó egységének. A rendelkezésre álló jószágkészlet utolsó egységének szubjektív jelentősége a fogyasztó számára a határhaszon, mely elnevezés Wiesertől származik. Böhm-Bawerk megfogalmazásában: „A jószág értékét határhasznának nagysága határozza meg.” Minél fontosabb a konkrét szükséglet és minél kevesebb a jószágmennyiség, amellyel a fogyasztó a szükséglet kielégítésére rendelkezik, annál nagyobb lesz számára a jószág határhaszna és ellenkezőleg. A hasznossági függvény pedig azt fejezi ki, hogy miként függ valamely jószágkészlet egy egységének szubjektív jelentősége a készlet nagyságától. Ahhoz, hogy a határhaszon pozitív nagyságot vegyen fel, az szükséges, hogy a jószágkészlet korlátolt mennyiségben álljon a fogyasztó rendelkezésére. A határhaszon így a javak szűkösségét fejezi ki és lényegében egy differenciál-hányados. S mint ilyen kifejezi az összhaszon alakulási tendenciáját a jószágkészlet mennyiségének változása során, mely változás a csökkenő élvezet elve szerint – Jevonsnál – a jószágkészlet növekedésével az összhaszon csökkenő ütemű növekedésével jár.
A szubjektív értékelméletet a fentiekben leírtak miatt határhaszon-elméletként ismeri a közgazdaságtan.

## A határhaszon-elmélet kritikája
A határhaszon-elmélet a differenciálelemzés felhasználásával és az erőforrások optimális elhelyezésének keresésével a közgazdasági gondolkodás módszereiben jelentős változásokat hozott. Ugyanakkor az elmélet kiinduló feltételezéseit sokan bírálták már a kortársak közül is. A bírálók szerint a határhaszon-elmélet figyelmen kívül hagyja, hogy az egyén szükségleti skáláját, keresletének szerkezetét jelentősen formálják társadalmi hatások. (Veblen-effektus)
Szerintük ezért az elmélet szerint nincs válasz arra a kérdésre, hogy minek a hatására jönnek létre az új szükségletek. Marx a termelés és a fogyasztás között kölcsönös összefüggést tár fel. Szerinte a termelés a meghatározó, mivel a termelés szolgáltat tárgyat a fogyasztás számára, tőle függ, hogy az emberek milyen módon fogyasztanak, s a termelés hozza létre az új szükségleteket
Mivel a termelés és a szükségletek kapcsolódásának társadalmi formái, a szükségletek hatását közvetítő gazdasági mechanizmus gazdasági rendszerenként változnak, ezeket nem lehet a fogyasztónak, a szűkös javakhoz való, társadalmi rendszerektől független viszonyából levezetni. Tőkés gazdaságban az elosztási viszonyok által meghatározott fizetőképes kereslethez alkalmazkodik a termelés, mivel a tőkés csak ezáltal tud profitot realizálni.
A határhaszon-elmélet szerint az egyén azért cserél, hogy fogyasztói helyzetén javítson. Böhm-Bawerk szerint a munkás is a kínálkozó lehetőségek között válogat. A tőkés azt a jószágkészletet bocsátja áruba, amelyet pillanatnyi személyes szükségletei kielégítésére nem használ fel. Ma már nyilvánvaló, hogy a tőkés termelést nem ez motiválja.
A csökkenő hozadék a technika fejlődésétől tekint el, a csökkenő élvezet a fogyasztók szükségletének, ízlésének változásától. Ha a fogyasztó egy terméket megkedvel, a termék határhaszon görbéje felfelé tolódik és a határhaszon növekvő mennyiségnél is nőhet, míg fordított esetben csökkenő mennyiségnél is csökkenhet. Ez természetesen ellentmond az elméletnek. Az elméletnek azon állítását, mely szerint a társadalmi keresleti görbe az egyéni keresleti görbék összege lenne és az élvezeteknek a mennyiség növekedése miatti csökkenését követve negatív hajlású, a bírálók szerint szintén hamis. A keresleti görbe ugyanis alapvetően azért negatív hajlású, mert az ár csökkenésével olyan társadalmi rétegek is hozzájuthatnak az áru fogyasztásához, akik magasabb áron nem tudták volna megvásárolni.
A határhaszon elmélet képviselői szerint meghatározható egy jószágkészlet összhaszna. Böhm-Bawerknél ez az egyes jószágok szubjektív jelentőségének összhaszna. Wieser szerint a jószágmennyiség és a határhaszon szorzata. Az elmélet korábbi változatának hívei a különböző jószágfajták részhasznának puszta összegeként határozták meg az összhasznot. Az így értelmezett additív hasznossági függvényt azonban már a határhaszon-elmélet továbbfejlesztői sem fogadták el, amikor rámutattak arra, hogy a különböző javak hasznossági függvényei nem összegezhetők. Valójában a különböző szükségletek kielégítésével járó élvezetek számára nincs közös mérce, ezért Gossen II. törvénye is ingatag, mivel azon a feltevésen nyugszik, hogy a különböző javak vásárlására utoljára kiadott pénzegységre jutó élvezetnövekményeket valamiféle közös mérce alapján egzakt módon egybe lehet vetni.
A határelemzés azon feltevését, mely szerint a javak oszthatók, már Böhm-Bawerk is bírálta, mivel vannak szükségletek, amelyek már a jószágkészlet egyetlen egységével kielégíthetők.
A határhaszon-elmélet szerint a fogyasztó magatartását a szükségletkielégítéssel járó kielégültségi érzés motiválja, s ezzel igyekeznek az elmélet hirdetői az áralakulást magyarázni. Azaz a kielégültségi érzést függetlenítik az árviszonyoktól. A fogyasztó azonban nem rendelkezik tökéletes áruismerettel, ezért döntését külső körülményekre, a reklámra, az eladók rábeszélésére és nem utolsósorban az árak nagyságára, illetve az áraknak és elkölthető jövedelmének a viszonyára alapozza. Így azonban a fogyasztónak az egyes javak utáni vágya és a tényleges kielégülés eltérhetnek egymástól.
A szubjektív közgazdaságtan a termelési költségeket is élvezetérzetekben oldja fel. Böhm-Bawerk a használati értéket két eredeti tényezőre: a föld természeti erejére és a munkára vezeti vissza, amelyekre már nem érvényes a költségtörvény. A használati érték előállításában a munkának betudható értékrészt tekinti az elmélet más képviselőivel együtt a munkabérnek.

## Lásd még
- Hasznossági függvény
- Közömbösségi görbe
- Rezervációs ár
- Munkaérték-elmélet